# Фогельсон, Лазарь Израилевич
Ла́зарь Изра́илевич Фогельсо́н (1890—1979) — советский врач-терапевт, профессор кардиологии, основоположник российской электрокардиографии, заслуженный деятель науки РСФСР, заведующий кафедрой внутренних болезней ММСИ (МГМСУ), заведующий терапевтической клиникой Центрального НИИ экспертизы трудоспособности и организации труда инвалидов.
Известность Лазарю Израилевичу принесли многочисленные работы об электрической систоле сердца и систолическом показателе, стадийности гипертонической болезни, хроническом коллаптоидном состоянии, работы по электрокардиографии умирающего сердца, влиянии экстракардиальных нервов на сердце, дифференциации степеней коронарной недостаточности и нарушения малого круга кровообращения.

## Биография
Родился в семье владельца книжного магазина Израиля Залмановича Фогельсона. В 1926 году профессор В. Ф. Зеленин организовал в Москве Медико-биологический институт. Заместителем директора института стал Л. И. Фогельсон. В 1933 году институт получил новое название — он стал называться Медико-генетическим институтом. Л. И. Фогельсон стал заведующим отделом терапии.
20 мая 1933 года при Центральной Кремлёвской Поликлинике было создано отделение функциональной диагностики под руководством профессора Фогельсона Л. И.
В 1939 году Фогельсон положил начало классификации гипертонической болезни сердца по принципу четкого выделения стадий.
С 1965 года руководил крупнейшей кафедрой ММСИ (сегодня МГМСУ) — кафедрой внутренних болезней.
Работал над многими проектами со знаменитыми врачами Линой Штерн, Зелениным В. Ф. и Кулябко А. А. Исследовал расширение диагностических возможностей электрокардиографии.
Похоронен на Донском кладбище.

## Семья
Был женат на Анне Львовне Фогельсон. Дочь от первого брака, искусствовед Ольга Лазаревна Фогельсон (1924—1977), выпускница МГУ — первая жена поэта Давида Самойлова, их сын — прозаик Александр Давыдов.
Племянник — Сергей Борисович Фогельсон (1911—1960), инженер и организатор строительства, управляющий Всесоюзного треста «Гидромеханизация» при Министерстве электростанций СССР, лауреат Сталинской премии (его сын — редактор В. С. Фогельсон).